# Manatha
Manatha é um gênero de mariposa pertencente à família Acrolophidae.